# Arcidiocesi di Goiânia

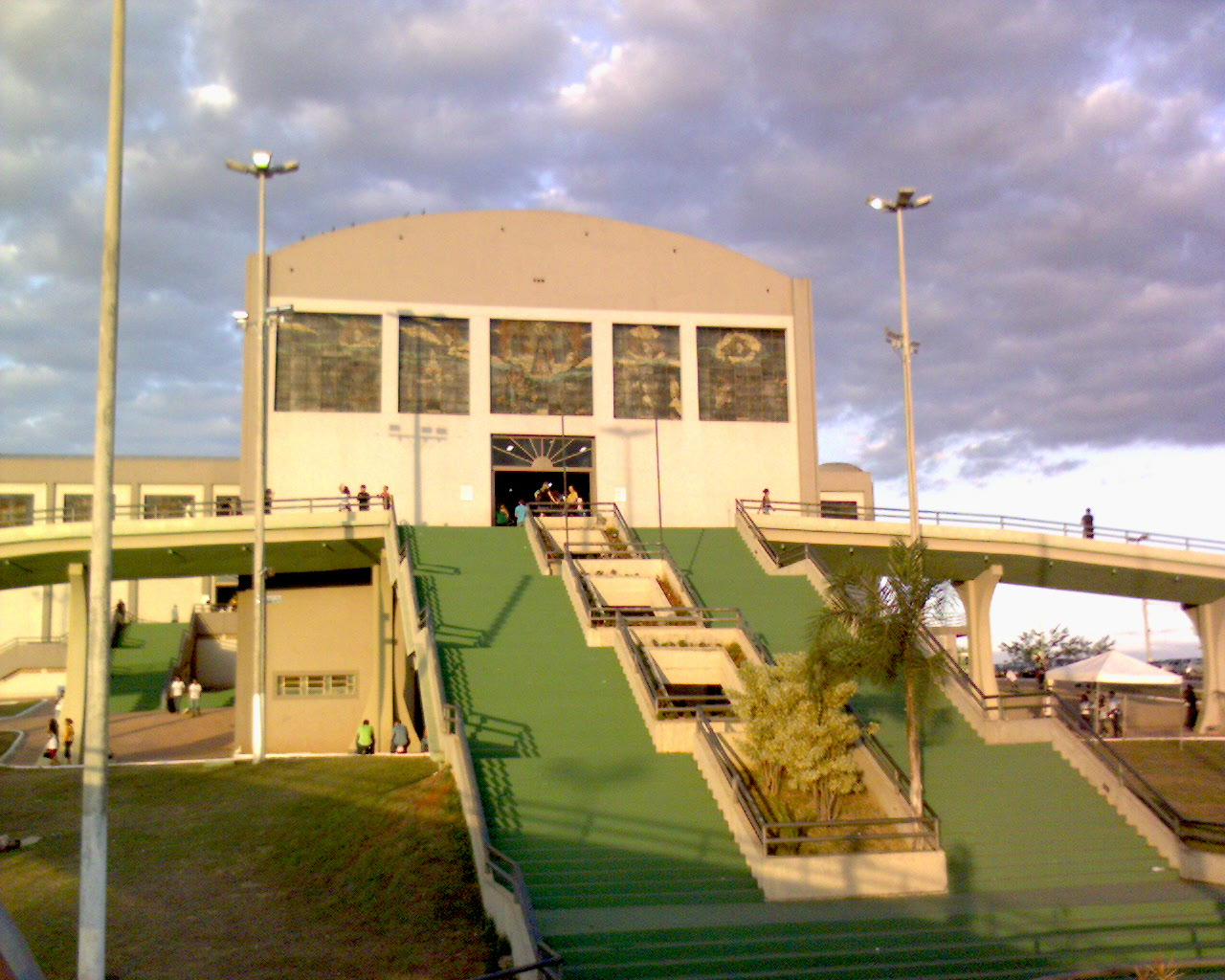
La basilica minore del Divino Padre Eterno di Trindade.

L'arcidiocesi di Goiânia (in latino: Archidioecesis Goianiensis) è una sede metropolitana della Chiesa cattolica in Brasile. Nel 2021 contava 1.377.352 battezzati su 2.666.603 abitanti. È retta dall'arcivescovo João Justino de Medeiros Silva.

## Territorio
L'arcidiocesi comprende 26 comuni nella parte centrale dello stato brasiliano di Goiás: Goiânia, Abadia de Goiás, Aparecida de Goiânia, Aragoiânia, Araçu, Bela Vista de Goiás, Bonfinópolis, Brazabrantes, Caldazinha, Campestre de Goiás, Caturaí, Cristianópolis, Goianira, Guapó, Hidrolândia, Inhumas, Itauçu, Leopoldo de Bulhões, Santa Bárbara de Goiás, Santo Antônio de Goiás, São Miguel do Passa Quatro, Senador Canedo, Silvânia, Trindade, Varjão e Vianópolis.
Sede arcivescovile è la città di Goiânia, dove si trova la cattedrale di Maria Ausiliatrice. Nel territorio sorgono anche:
- 2 basiliche minori: la basilica di Nostra Signora del Perpetuo Soccorso a Goiânia, e la basilica del Divino Padre Eterno a Trindade;
- 4 santuari diocesani: la basilica del Divino Padre Eterno a Trindade, il santuario di Nostra Signora del Perpetuo Soccorso a Campinas, il santuario della Sacra Famiglia a Goiânia e quello di Nostra Signora Aparecida a Aparecida de Goiânia.

Il territorio si estende su una superficie di 13.320 km² ed è suddiviso in 121 parrocchie, raggruppate in 9 vicariati: Centro, Leste, Senador Canedo, Campinas, Oeste, Aparecida de Goiânia, Inhumas, Silvânia e Trindade.

### Provincia ecclesiastica
La provincia ecclesiastica di Goiânia, istituita nel 1956, comprende le seguenti suffraganee:
- diocesi di Anápolis,
- diocesi di Goiás,
- diocesi di Ipameri,
- diocesi di Itumbiara,
- diocesi di Jataí,
- diocesi di Rubiataba-Mozarlândia,
- diocesi di São Luís de Montes Belos.

## Storia
L'arcidiocesi è stata eretta il 26 marzo 1956 con la bolla Sanctissima Christi voluntas di papa Pio XII, ricavandone il territorio dall'arcidiocesi di Goiás, che contestualmente perse il rango di sede metropolitana proprio a favore di Goiânia e divenne una semplice diocesi.
Il 16 gennaio 1960 e il 25 novembre 1961 ha ceduto porzioni del suo territorio a vantaggio dell'erezione rispettivamente della diocesi di Brasilia (oggi arcidiocesi) e della prelatura territoriale di São Luís de Montes Belos (oggi diocesi).
L'11 ottobre 1966 ha ceduto altre porzioni di territorio a vantaggio dell'erezione delle diocesi di Anápolis, di Ipameri e di Itumbiara.
Nel 1967 vi ha aperto una missione diocesana la diocesi italiana di Sansepolcro, su iniziativa del vescovo Abele Conigli, che ha funzionato fino al 1975.
Nell'ottobre del 1991 l'arcidiocesi ha ricevuto la visita pastorale di papa Giovanni Paolo II.

## Cronotassi dei vescovi
Si omettono i periodi di sede vacante non superiori ai 2 anni o non storicamente accertati.
- Fernando Gomes dos Santos † (7 marzo 1957 - 1º giugno 1985 deceduto)
- Antônio Ribeiro de Oliveira † (23 ottobre 1985 - 8 maggio 2002 ritirato)
- Washington Cruz, C.P. (8 maggio 2002 - 9 dicembre 2021 ritirato)
- João Justino de Medeiros Silva, dal 9 dicembre 2021

## Statistiche
L'arcidiocesi nel 2021 su una popolazione di 2.666.603 persone contava 1.377.352 battezzati, corrispondenti al 51,7% del totale.
| anno | popolazione | popolazione | popolazione | presbiteri | presbiteri | presbiteri | presbiteri                | diaconi | religiosi | religiosi | parrocchie |
| anno | battezzati  | totale      | %           | numero     | secolari   | regolari   | battezzati per presbitero | diaconi | uomini    | donne     | parrocchie |
| ---- | ----------- | ----------- | ----------- | ---------- | ---------- | ---------- | ------------------------- | ------- | --------- | --------- | ---------- |
| 1966 | ?           | 354.360     | ?           | 91         | 22         | 69         | ?                         |         |           |           | 22         |
| 1970 | 600.000     | 650.000     | 92,3        | 113        | 29         | 84         | 5.309                     | 2       | 108       | 274       | 34         |
| 1976 | 600.000     | 720.437     | 83,3        | 113        | 30         | 83         | 5.309                     |         | 122       | 269       | 37         |
| 1980 | 760.156     | 894.302     | 85,0        | 98         | 23         | 75         | 7.756                     | 6       | 110       | 240       | 38         |
| 1990 | 1.219.000   | 1.437.000   | 84,8        | 134        | 47         | 87         | 9.097                     | 3       | 172       | 292       | 59         |
| 1999 | 1.197.000   | 1.663.219   | 72,0        | 163        | 57         | 106        | 7.343                     | 2       | 214       | 378       | 59         |
| 2000 | 1.234.500   | 1.714.658   | 72,0        | 178        | 59         | 119        | 6.935                     | 2       | 226       | 408       | 61         |
| 2001 | 1.274.300   | 1.769.937   | 72,0        | 151        | 66         | 85         | 8.439                     | 1       | 192       | 442       | 61         |
| 2002 | 1.274.300   | 1.769.737   | 72,0        | 170        | 70         | 100        | 7.495                     | 3       | 229       | 413       | 62         |
| 2003 | 1.264.000   | 1.887.000   | 67,0        | 160        | 66         | 94         | 7.900                     | 3       | 204       | 417       | 64         |
| 2004 | 1.217.300   | 1.850.000   | 65,8        | 169        | 73         | 96         | 7.202                     | 4       | 247       | 417       | 66         |
| 2006 | 1.115.550   | 1.850.000   | 60,3        | 167        | 68         | 99         | 6.679                     | 4       | 254       | 346       | 68         |
| 2013 | 1.221.000   | 2.024.000   | 60,3        | 208        | 92         | 116        | 5.870                     | 14      | 215       | 348       | 112        |
| 2016 | 1.265.042   | 2.445.902   | 51,7        | 206        | 90         | 116        | 6.140                     | 43      | 200       | 333       | 117        |
| 2019 | 1.336.816   | 2.585.744   | 51,7        | 227        | 106        | 121        | 5.889                     | 41      | 178       | 285       | 119        |
| 2021 | 1.377.352   | 2.666.603   | 51,7        | 221        | 102        | 119        | 6.232                     | 37      | 189       | 289       | 121        |